# Le Clown jaune
Le Clown jaune est un tableau réalisé par le peintre français Marc Chagall en 1959. Cette huile sur papier marouflé sur toile représente un clown musicien dans un cirque. Elle est conservée dans une collection privée.